# Balantes
Els balantes constitueixen el major grup ètnic de Guinea Bissau, representant aproximadament el 32% de la població. Viuen al nord i al sud del riu Geba i als marges del riu Casamance al Senegal i Gàmbia. Parlen balanta i la majoria professa les religions tradicionals. La seva ocupació principal és el cultiu de l'arròs.

## Etnonímia
Segons les fonts, se n'observen múltiples variants: Alante, Balanda, Balanga, Balanta-Brassa, Balanta, Balantes, Balanti, Balant, Balente, Belante, Bolenta, Brasa, Brassa, Bulanda, Bulante, Frase. L'etnònim galanta ve del malinke balantó, que vol dir « es van negar». A començament del segle xvi es van negara seguir al rei Koli Tenguella durant el seu ascens al Futa Toro.

## Grups
Els balantes són dividits en quatre grups :
- Els balanta-mane, uns 29.000 individus (95,7 % musulmans), viuen a Guinea Bissau, a les regions de Quinara i regió d'Oio.[5][6]
- Els balanta-naga, uns 13.000 individus (93 % animistes), viuen a les mateixes regions de Guinea Bissau.[7]
- Els balanta-nyakra, uns 14.000 individus (80 % animistes), viuen a les mateixes regions de Guinea Bissau.[8]
- Els balanta-kentohe són uns 436.700 individus, la gran majoria d'ells (341.000 individus) a Guinea Bissau. També hi ha 41.000 a Gàmbia i 50.000 a Cap Verd, així com una minoria de 4.900 a Guinea.[9]
- Els balanta-ganja són uns 115.900 individus, la gran majoria d'ells (114.000 individus) al Senegal, al mig Casamance vora la frontera amb Guinea Bissau, on hi ha uns 1.900 individus.[2]

## Història
Els arqueòlegs creuen que els actuals balantes van emigrar a l'actual Guinea Bissau en petits grups entre els segles x i xiv. La tradició oral balanta diu que van emigrar cap a l'oest des de l'actual Egipte, Sudan i Etiòpia per escapar de la sequera i les guerres. Durant el segle xix es van estendre per tota l'actual Guinea Bissau i el sud del Senegal per tal de resistir l'expansió del regne de Kaabu.
El 19 de gener de 1859 els francesos signaren un tractat amb els caps de Cougnaro i Souna per la cessió a França del litoral balante. A la fi del segle xix i començaments del XX, els portuguesos van llançar diverses campanyes contra els balantes, fins que van aconseguir conquistar tot el seu territori. Durant el període colonial els portuguesos van portar la major part de l'administració local des de les illes de Cap Verd. Els balantes servien de treballadors forçats en projectes com la construcció de ferrocarrils, mentre els capverdians ho feien de capatassos. Aquest fet i els avantatges educatius que gaudien aquests van provocar entre els balantes un profund sentiment de frustració i ressentiment cap als portuguesos i els seus ajudants capverdians.
Els balantes van tenir un paper important en la lluita per la descolonització, però generalment es van negar a combatre els portuguesos fora de la seva pròpia regió, a causa del seu ressentiment cap als altres grups ètnics. La independència en 1974 no va acabar amb l'hostilitat dels balantes cap als capverdians atès que aquests últims dominaven encara el nou país. En 1980 molt pocs balantes s'havien promocionat en el partit únic governant, el govern o l'exèrcit i, en conseqüència, van recolzar un cop d'estat organitzat pel comandant principal (un càrrec equivalent al de primer ministre) i el comandant de l'exèrcit de Guinea Bissau, que pertanyia als papels, aliats tradicionals dels balantes. Després del cop, van ser retirats dels alts càrrecs la majoria dels capverdians i el seu lloc el van ocupar membres dels balantes, papels, manjacks i altres grups ètnics.

## Personatges
- Kumba Ialá, president de Guinea Bissau.[11]